# Antennospora
Antennospora — рід грибів родини Halosphaeriaceae. Назва вперше опублікована 1957 року.

## Класифікація
До роду Antennospora відносять 3 види:
- Antennospora caribbea
- Antennospora quadricornuta
- Antennospora salina